# Vivere in libertà
Vivere in libertà (Living Free) è un film del 1972 diretto da Jack Couffer.